# Deandre Ayton
Deandre Edoneille Ayton Sr. (Nassau, 23 de julho de 1998) é um jogador bahamense de basquete profissional que atualmente joga no Los Angeles Lakers da National Basketball Association (NBA).
Ele jogou uma temporada de basquete universitário pela Universidade do Arizona e foi selecionado pelo Phoenix Suns como a primeira escolha geral no draft da NBA de 2018. Em 2021, ele ajudou a liderar o Suns para sua primeira aparição nas Finais da NBA desde 1993.

## Primeiros anos
O pai de Ayton é nigeriano e sua mãe é de ascendência jamaicana e bahamense. Ele começou a jogar basquete na quarta série. Aos 12 anos, ele tinha 1,96 m. Ayton se mudou das Bahamas para San Diego, Califórnia, para jogar basquete no ensino médio.

## Carreira no ensino médio
Ayton estudou na Balboa School na Califórnia e foi titular no time de basquete do colégio por dois anos. Em seu segundo ano, Ayton levou Balboa a um recorde de 17-14 com médias de 21 pontos, 16 rebotes e 6,9 bloqueios. Ele acumulou duplos-duplos em 21 de 22 jogos da temporada regular.
Em seu terceiro ano, Ayton foi transferido para a Hillcrest Prep Academy em Phoenix, Arizona, para jogar seus últimos dois anos. Durante este ano do ensino médio, ele se tornou companheiro de equipe de outro jogador de primeira linha da Classe de 2017, Marvin Bagley III. Ao longo desse ano, Ayton teve médias de 29,2 pontos, 16,7 rebotes e 3,8 bloqueios.
Em seu último ano, Ayton levou Hillcrest a um recorde de 33–6 e classificações nacionais em vários pontos de temporada, com médias de 26 pontos, 15 rebotes e 3,5 bloqueios.

### Recrutamento
Ayton foi considerado um dos principais prospectos na classe de recrutamento de 2017 pelo Scout.com, Rivals.com e ESPN. Ele foi classificado como um recruta de cinco estrelas e o 3º melhor recruta e o melhor pivô na classe do ensino médio de 2017. Em 2015, ele foi classificado pelo Scout como o principal prospecto de todo o ensino médio em sua lista "Ultimate 100". Ayton havia reduzido suas escolhas entre três universidades: Arizona, Kansas e Kentucky. Em 6 de setembro de 2016, ele se comprometeu a jogar pelo Arizona e assinou sua carta de intenções.

## Carreira universitária

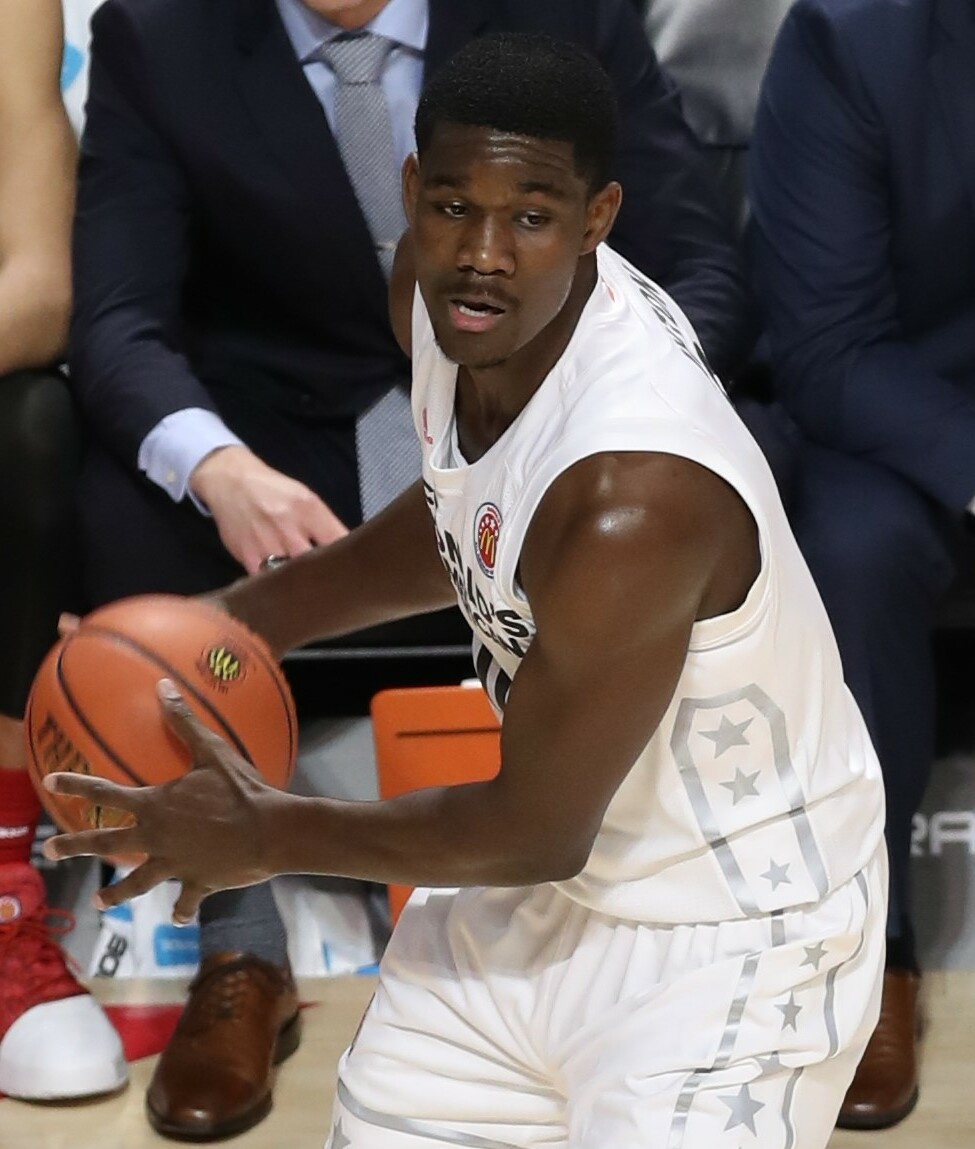
Ayton em 2017

Em 10 de novembro de 2017, Ayton fez sua estreia na Universidade do Arizona registrando 19 pontos, 12 rebotes e 3 bloqueios em uma vitória de 101–67 sobre Northern Arizona. Seus 19 pontos foram o 7º maior número para um calouro em uma estreia no Arizona. Ao longo de sua carreira universitária, ele foi usado como ala-pivô em vez de pivô; Dušan Ristić foi o pivô titular do Arizona. Em 9 de dezembro de 2017, Ayton registrou o que foi, na época, um recorde da temporada de 29 pontos e 18 rebotes em uma vitória de 88–82 sobre Alabama. Em 30 de dezembro de 2017, contra o rival estadual Arizona State, ele registrou 19 rebotes, o que seria um recorde da temporada na época. Em 20 de janeiro de 2018, contra Stanford, ele bloqueou seis arremessos, empatando o recorde na história de um único jogo como calouro do Arizona. Ele também registrou 17 jogos de 20 pontos e 23 duplos-duplos em 34 jogos. No entanto, enquanto Ayton teve alguns grandes sucessos durante sua temporada de calouro, também houve controvérsias durante seus últimos meses lá.
Em 23 de fevereiro de 2018, uma escuta telefônica do FBI revelou que o técnico principal do Arizona, Sean Miller, supostamente conversou com Christian Dawkins (uma figura-chave envolvida no escândalo de corrupção do basquete masculino da NCAA de 2017-18) para discutir o pagamento de US$ 100.000 a Ayton para permitir que ele entrasse na universidade, com a situação monetária sendo tratada diretamente com ele. A conversa grampeada teria ocorrido em 2016, quando Ayton ainda estava frequentando a Hillcrest Prep Academy. Em 11 de outubro de 2018, um funcionário do governo revelou que um ex-consultor da Adidas chamado T.J. Gassnola pagou uma quantia de dinheiro à família de Ayton por meio de Christian Dawkins para participar de alguns programas patrocinados pela marca. Em 2 de maio de 2019, promotores federais reproduziram uma ligação grampeada de 20 de junho de 2017, entre Dawkins e o ex-técnico assistente Emanuel Richardson, de que Miller estava pagando US$ 10.000 a Ayton  por mês enquanto estava matriculado no Arizona.
Em 3 de março de 2018, após seu último jogo em casa na temporada regular contra Califórnia, onde ele registrou 26 pontos e 20 rebotes, o recorde da carreira, em uma vitória de 66–5, o técnico Sean Miller homenageou Ayton, assim como os calouros Rawle Alkins e Allonzo Trier, com confirmações de que todos entrariam no draft da NBA de 2018 no final desta temporada. Em 9 de março, Ayton registraria 32 pontos, o recorde da carreira, 14 rebotes em uma vitória de 78–67 na prorrogação contra UCLA. Ele empataria esse recorde da carreira em pontos no dia seguinte, além de pegar 18 rebotes na final do Torneio da Pac-12 contra USC, onde sua equipe venceu por 75–61. Ayton seria nomeado o MVP do Torneio da Pac-12 durante o evento. No final da temporada regular, Ayton foi nomeado Jogador do Ano e Calouro do Ano da Pac-12, além de se tornar um membro da Primeira-Equipe da Pac-12.
Após a derrota inesperada do Arizona para Buffalo na Rodada de 64 do Torneio da NCAA de 2018, Ayton anunciou sua intenção de abrir mão de suas últimas três temporadas de elegibilidade universitária e se declarar para o draft da NBA de 2018, onde era esperado que ele fosse uma das primeiras seleções, se não a potencial escolha nº 1 do draft. Em 26 de abril de 2018, Ayton anunciou que assinou com o agente Nima Namakian.

## Carreira profissional

### Phoenix Suns (2018–2023)

#### Temporada de 2018–19: Primeira-Equipe de Novato
Em 21 de junho de 2018, o Phoenix Suns selecionou Ayton como a primeira escolha geral no draft da NBA de 2018. Nunca antes o jogador escolhido como a primeira seleção geral tinha ido para um time do estado onde jogou no ensino médio e na universidade antes de entrar na NBA. Em 6 de junho de 2018, Ayton assinou um contrato de 4 anos e US$40 milhões com a equipe.
Ayton fez sua estreia na NBA na abertura da temporada em 17 de outubro de 2018 e teve um duplo-duplo com 18 pontos e 10 rebotes, além de um roubo de bola e um bloqueio em 36 minutos em uma vitória de 121–100 sobre o Dallas Mavericks. Isso fez de Ayton o primeiro jogador a registrar essas estatísticas em seu jogo de estreia desde Lew Alcindor em 1969, bem como o terceiro jogador desde Oscar Robertson em 1960. Cinco dias depois, Ayton registrou um duplo-duplo de 20 pontos e 14 rebotes em uma derrota de 123–103 para o Golden State Warriors. Em 2 de novembro, ele registrou um duplo-duplo de 17 pontos e 18 rebotes, o recorde da temporada, em uma derrota de 107–98 para o Toronto Raptors. Mais tarde, Ayton registrou um novo recorde da carreira de 33 pontos, juntamente com 14 rebotes, em uma derrota de 122-118 para o Denver Nuggets em 29 de dezembro.
Durante a primeira metade da temporada, Ayton foi titular em todos os jogos dos Suns quando estava saudável. Em 29 de janeiro de 2019, Ayton foi nomeado membro do World Team do Rising Stars Challenge no NBA All-Star Weekend de 2019. Em 27 de março, Ayton quebrou o recorde de novato de Alvan Adams de mais duplos-duplos registrados por um novato na história da franquia. No entanto, três dias depois, ele torceu o tornozelo esquerdo contra o Memphis Grizzlies, encerrando sua temporada de novato mais cedo. Ele se tornou o terceiro novato em uma década a ter média de duplo-duplo em sua temporada de novato, juntando-se a Blake Griffin e Karl-Anthony Towns. Na conclusão da temporada, Ayton foi nomeado um dos três finalistas para do Prêmio de Novato do Ano da NBA em 2019. Em 21 de maio, Ayton foi selecionado para a Primeira-Equipe de Novatos de 2019.

#### Temporada de 2019–20: Suspensão e melhoria
Em 24 de outubro de 2019, após a abertura da temporada de 2019-20, Ayton foi suspenso por 25 jogos após testar positivo para um diurético, violando a política antidrogas da liga. Ele retornou de sua suspensão em 17 de dezembro contra o Los Angeles Clippers, registrando 18 pontos e 12 rebotes em uma derrota por 120-99. Ayton foi imediatamente afastado pelos próximos cinco jogos devido a uma torção no tornozelo direito antes de retornar novamente, desta vez saindo do banco, em 30 de dezembro em uma vitória de 122-116 sobre o Portland Trail Blazers. Ele retornou como titular, embora como ala-pivô, em 3 de janeiro de 2020, em uma vitória de 120-112 sobre o New York Knicks. Depois de mais alguns jogos, Ayton se tornou o pivô titular do time novamente em 16 de janeiro. Naquela noite, ele teve 26 pontos e 21 rebotes, o recorde da carreira, em uma vitória de 121–98 sobre os Knicks. Ele se tornou o primeiro jogador dos Suns desde Steve Nash a fazer um jogo de 20/20 (primeiro jogador desde Amar'e Stoudemire em termos de pontos e rebotes especificamente), bem como o jogador mais jovem a ter mais de 25 pontos e mais de 20 rebotes no Madison Square Garden.
Em 28 de janeiro, Ayton marcou 31 pontos, o recorde da temporada, em uma vitória de 133–104 sobre o Dallas Mavericks. Dois dias depois, Ayton foi anunciado para retornar ao Rising Stars Challenge para o World Team, embora ele não jogasse devido a uma lesão no tornozelo esquerdo, eventualmente sendo substituído por Nicolò Melli. Em 8 de fevereiro, Ayton registrou 28 pontos e 19 rebotes em uma derrota para o Denver Nuggets. Ele se tornou o jogador mais rápido na história da franquia a atingir 1.000 rebotes em 94 jogos, bem como o quarto jogador mais rápido a atingir 1.000 rebotes desde 1992. Em 22 de fevereiro, Ayton igualou seu desempenho de 28 pontos e 19 rebotes em uma vitória de 112–104 sobre o Chicago Bulls. Após sofrer uma lesão no tornozelo em 3 de março contra o Toronto Raptors, Ayton voltou a jogar na Bolha da NBA em 31 de julho, obtendo 24 pontos (incluindo 2 de 3 arremessos de três pontos) e 12 rebotes em uma vitória de 125–112 sobre o Washington Wizards. Ele foi titular em sete dos oito jogos do time na bolha para dar a eles um recorde perfeito de 8–0, dando aos Suns sua primeira sequência de oito vitórias desde a temporada de 2009–10, encerrando sua temporada regular com um recorde de 34–39.

#### Temporada de 2020–21: Primeira aparição nos playoffs e finais da NBA
Depois de ter problemas no ataque no início da temporada (focando mais na defesa), Ayton retornaria da suspensão de três jogos do time (devido aos protocolos da COVID-19 em meados de janeiro) com noites consecutivas como o principal reboteiro e pontuador do time em 18 e 20 de janeiro de 2021. No jogo de 20 de janeiro contra o Houston Rockets, Ayton teve 26 pontos, 17 rebotes e 5 bloqueios, o recorde da carreira, em uma vitória por 109–103 fora de casa. Ele se tornou o primeiro jogador dos Suns desde Shawn Marion em 2007 a marcar pelo menos 25 pontos, 15 rebotes e 5 bloqueios em um único jogo, bem como o único outro jogador do Suns a fazer isso nas últimas 30 temporadas. Ayton ajudaria o Phoenix a garantir sua primeira vaga nos playoffs desde 2010.
Em 23 de maio, Ayton fez sua estreia nos playoffs da NBA, registrando 21 pontos e 16 rebotes, em uma vitória por 99–90 no Jogo 1 da primeira rodada sobre o atual campeão Los Angeles Lakers. No Jogo 2 das Finais da Conferência, Ayton marcou 24 pontos, juntamente com uma enterrada para vencer o jogo no estouro do cronômetro, e 14 rebotes, em uma vitória por 104–103 sobre o Los Angeles Clippers para assumir a liderança da série por 2–0. No Jogo 4 das Finais da Conferência, ele teve 19 pontos, 22 rebotes e 4 bloqueios em uma vitória por 84–80 sobre os Clippers. No Jogo 6 das Finais da Conferência, Ayton registrou 16 pontos e 17 rebotes em uma vitória de 130–103 sobre os Clippers, para levar os Suns às Finais da NBA pela primeira vez desde 1993. No Jogo 1 das Finais da NBA contra o Milwaukee Bucks, ele registrou 22 pontos e 19 rebotes em uma vitória de 118–105. Os Suns chegaram a assumir a liderança da série por 2–0, mas perderam a série em seis jogos.

#### Temporada de 2021–22: Recorde da franquia em vitórias
Ayton e o Phoenix Suns não conseguiram chegar a um acordo sobre uma extensão de contrato antes da temporada. Em 23 de março de 2022, ele marcou 35 pontos, o recorde da carreira, e pegou 14 rebotes em uma vitória de 125–116 sobre o Minnesota Timberwolves. Ayton e os Suns terminaram a temporada regular com o melhor recorde geral da liga, 64–18.
Em 22 de abril, Ayton registrou 28 pontos, o recorde da sua carreira nos playoffs, e 17 rebotes e 3 roubos de bola, empatando o recorde da sua carreira nos playoffs, em uma vitória de 114–111 no Jogo 3 contra o New Orleans Pelicans na primeira rodada dos playoffs. Em 2 de maio, no Jogo 1 das Semifinais da Conferência Oeste, Ayton registrou 25 pontos e oito rebotes em uma vitória de 121–114 sobre o Dallas Mavericks. Os Suns saltaram para uma liderança de 2–0 na série antes de perder em sete jogos.

#### Temporada de 2022–23: Extensão de contrato
Incapaz de concordar com uma extensão de contrato com os Suns, Ayton se tornou um agente livre restrito na offseason. Em 14 de julho de 2022, ele aceitou uma oferta de quatro anos e US$ 133 milhões com o Indiana Pacers, a maior da história da liga. Os Suns rapidamente igualaram a oferta dos Pacers. Em 18 de julho de 2022, Ayton assinou o contrato com os Suns.
Em 25 de novembro, Ayton teve 28 pontos e 12 rebotes em uma vitória de 108–102 sobre o Detroit Pistons. No jogo seguinte, ele registrou 29 pontos e 21 rebotes, o recorde da temporada, em uma vitória de 113–112 sobre o Utah Jazz. Ele se tornou o primeiro jogador a ter pelo menos 28 pontos e 20 rebotes em um jogo para os Suns desde Amar'e Stoudemire em 2007.
Em 29 de novembro, Ayton foi nomeado o Jogador da Semana da Conferência Oeste na Semana 6 (21–27 de novembro), seu primeiro prêmio na carreira. Ele ajudou o Phoenix a garantir uma semana invicta de 3–0 com médias de 23,7 pontos e 16,0 rebotes, acertando 67,4% de arremessos de quadra. No dia seguinte, Ayton teve 30 pontos e 14 rebotes em uma vitória de 132–113 sobre o Chicago Bulls. Em 28 de dezembro, ele marcou 31 pontos, o recorde da temporada, em uma derrota de 127–108 contra o Washington Wizards.
Em 4 de fevereiro de 2023, Ayton empatou seu recorde da temporada com 31 pontos e pegou 16 rebotes em uma vitória de 116–110 sobre o Detroit Pistons. No jogo seguinte, ele empatou seu recorde da carreira com 35 pontos e 15 rebotes em uma vitória de 116–112 sobre o Brooklyn Nets.

### Portland Trail Blazers (2023–2025)
Em 27 de setembro de 2023, Ayton, junto com Toumani Camara e uma escolha de primeira rodada do draft de 2029, foi negociado com o Portland Trail Blazers como parte de uma troca de três times que enviou Damian Lillard para o Milwaukee Bucks. Em 30 de outubro, Ayton registrou 10 pontos e 23 rebotes, o recorde da carreira, em uma vitória de 99–91 sobre o Toronto Raptors.
Em 9 de março de 2024, Ayton registrou 30 pontos e 19 rebotes em uma vitória de 128–118 na prorrogação sobre os Raptors. Em 13 de março, ele registrou 33 pontos e 19 rebotes em uma vitória de 106–102 sobre o Atlanta Hawks. Em 18 de março, foi revelado que Ayton terminou em segundo lugar na votação para Jogador da Semana da Conferência Oeste para a Semana 21 (11–17 de março) com médias de 26,5 pontos e 14,0 rebotes, enquanto liderava Portland para um recorde de 2–2. Em 5 de abril, Ayton marcou 34 pontos, o recorde da temporada, junto com 13 rebotes, três assistências, dois roubos de bola e dois bloqueios em uma vitória de 108–102 sobre o Washington Wizards.

### Los Angeles Lakers (2025–Presente)
Em 02 de julho de 2025, o Lakers anunciou a contratação do pivô. O acordo será de dois anos e US$ 16,6 milhões, incluindo uma player option para a temporada 2026-27 da NBA. O pivô teve médias de 15,7 pontos e 10,7 rebotes ao longo de seus dois anos com os Blazers.

## Perfil do jogador
Ayton é conhecido por ser um pivô forte e atlético com 2,16 m de altura e com um peso de 110 kg relatado durante sua temporada de estreia com o Phoenix. Sua envergadura foi projetada para 2,26 m. Ele vê seu jogo como algo semelhante ao de Hakeem Olajuwon (principalmente com seu jogo de pés, que lhe permite acompanhar jogadores menores) e com a mentalidade competitiva de Kevin Garnett. O analista da ESPN, Jay Williams, o comparou a David Robinson e Anthony Davis.

## Carreira na seleção
Ayton representou as Bahamas no Centrobasket de 2016, o campeonato regional de basquete da América Central e Caribe, onde ele teve média de 11,1 rebotes, a melhor do torneio. Aos 18 anos, ele também teve médias de 16 pontos e 3,5 bloqueios. Sete anos depois, em 2023, Ayton se juntou à seleção para o Torneio de Pré-Qualificação para as Olimpíadas de 2024.

## Estatísticas da carreira

### NBA

#### Temporada regular
| Ano      | Equipe   | PJ  | PT  | MPJ  | AP   | 3P   | LL   | RT   | AS  | BR  | TO  | PPJ  |
| -------- | -------- | --- | --- | ---- | ---- | ---- | ---- | ---- | --- | --- | --- | ---- |
| 2018–19  | Phoenix  | 71  | 70  | 30.7 | .585 | .000 | .746 | 10.3 | 1.8 | .9  | .9  | 16.3 |
| 2019–20  | Phoenix  | 38  | 32  | 32.5 | .546 | .331 | .753 | 11.5 | 1.9 | .7  | 1.5 | 18.2 |
| 2020–21  | Phoenix  | 69  | 69  | 30.6 | .626 | .200 | .769 | 10.5 | 1.4 | .6  | 1.2 | 14.4 |
| 2021–22  | Phoenix  | 58  | 58  | 29.5 | .634 | .368 | .746 | 10.2 | 1.4 | .7  | .7  | 17.2 |
| 2022–23  | Phoenix  | 67  | 67  | 30.4 | .589 | .292 | .760 | 10.0 | 1.7 | .6  | .8  | 18.0 |
| 2023–24  | Portland | 55  | 55  | 32.4 | .570 | .100 | .823 | 11.1 | 1.6 | 1.0 | .8  | 16.7 |
| Carreira | Carreira | 358 | 351 | 31.0 | .591 | .215 | .766 | 10.6 | 1.6 | .7  | .9  | 16.8 |

#### Playoffs
| Ano      | Equipe   | PJ | PT | MPJ  | AP   | 3P   | LL   | RT   | AS  | BR | TO  | PPJ  |
| -------- | -------- | -- | -- | ---- | ---- | ---- | ---- | ---- | --- | -- | --- | ---- |
| 2021     | Phoenix  | 22 | 22 | 36.4 | .658 | —    | .736 | 11.8 | 1.1 | .8 | 1.1 | 15.8 |
| 2022     | Phoenix  | 13 | 13 | 30.5 | .640 | .500 | .636 | 8.9  | 1.7 | .4 | .8  | 17.9 |
| 2023     | Phoenix  | 10 | 10 | 31.9 | .550 | —    | .522 | 9.7  | 1.0 | .6 | .7  | 13.4 |
| Carreira | Carreira | 45 | 45 | 32.9 | .616 | .500 | .631 | 10.1 | 1.2 | .6 | .8  | 15.7 |

### Universidade
| Ano     | Equipe  | PJ | PT | MPJ  | AP   | 3P   | LL   | RT   | AS  | BR | TO  | PPJ  |
| ------- | ------- | -- | -- | ---- | ---- | ---- | ---- | ---- | --- | -- | --- | ---- |
| 2017–18 | Arizona | 35 | 35 | 33.5 | .612 | .343 | .733 | 11.6 | 1.6 | .6 | 1.9 | 20.1 |

## Vida pessoal
Nos dias após o furacão Dorian atingir as Bahamas, Ayton doou US$ 100.000 para vários esforços de socorro e realizou uma campanha de socorro em 10 de setembro de 2019 para coletar mais suprimentos e doações para dar aos afetados pelo furacão.
Em 6 de março de 2021, Ayton deu as boas-vindas ao seu primeiro filho, Deandre Ayton Jr.

Em junho de 2018, a Puma anunciou que patrocinaria Ayton após a empresa alemã anunciar que retornaria ao mercado de basquete.